# Plinn
De plinn staat eigenlijk voor de Bretoense rondedans dañs plinn en meestal voor een suite plinn. De plinn is afkomstig uit de gemeente Saint-Nicolas-du-Pélem in het land van Fañch in het oosten van de Bretoense streek Cornouaille in het huidige departement Côtes-d'Armor.

## Suite plinn
Zoals andere Bretoense suites bestaat de dans uit drie delen:
- Dañs plinn (ton simpl of ton kentañ)
- Bal plinn (tamm kreiz)
- Dañs plinn (ton doubl of ton diwezhañ)

Tussen elk deel is er meestal een muzikale rustpauze die de danser de gelegenheid geeft om de overgang te maken. De ton doubl heeft tweemaal de lengte van de ton simpl.

## Dañs plinn
Tijdens de dañs plinn vormt men een cirkel met afwisselend een man en een vrouw. Men staat vrij dicht bij elkaar en houdt elkaar bij de onderarm vast (rechterarm over de linkerarm van de buur). Elke vier tellen wordt er de volgende beweging uitgevoerd:
- Tel 1: sprongetje naar links met beide voeten
- Tel 2: sprongetje ter plaatse met beide voeten
- Tel 3: rechtervoet even optillen en terugplaatsen
- Tussentel: linkervoet even optillen en terugplaatsen
- Tel 4: rechtervoet even optillen en terugplaatsen

De volgende benamingen zijn synoniem voor de dañs plinn.
- Dañs fanch
- Dañs plin
- Dañs plean
- Dañs plon
- Dañs tro plin

## Bal plinn
De bal plinn bestaat uit twee delen waarin koppelsgewijs verder op de cirkel wordt gedanst. Het eerste deel is een promenade van 16 tellen gevolgd door een figuur die afhankelijk van de muziek 32 tellen (4 keer 8) of 24 tellen (2 keer 12) lang is.

## Plinn op folkbals
Op een folkbal wordt de plinn regelmatig gedanst, zowel de suite als een korte op zichzelf staande plinn. Hij wordt echter doorgaans als rij gedanst en niet als cirkel. EmBRUN speelt weleens een plinn voor een iets gevorderd publiek.